# Duša (vodní tok)
Duša je vodní tok na Slovensku v Košickém kraji. Je pravostranným přítokem řeky Laborec, se kterým souběžně teče a ústí v jeho dolním toku. V šedesátých létech 20. století byl upravován. Na středním toku, západně od města Michalovce, je přeložka toku, také označována jako Duša I. Od této přeložky pokračuje vodní tok pod názvem Dolná Duša. Na dolním toku byla vybudována další přeložka označovaná jako Vrbnická preložka Duše (Vrbnická preložka Dolná Duše). Vodní tok protéká územím regionu Dolní Zemplín, přes okresy Michalovce a Trebišov. Délka toku je 41,1 km, velikost povodí je 182,174 km²,průměrná lesnatost povodí je 10 %.

## Historie
První písemná zmínka o řece pochází z roku 1322. Ve středověku byl na řece vodní mlýn. Na konci druhé světové války rozvodněný vodní tok zpomalil postup Rudé armády při osvobozování obce Pozdišovce. V šedesátých letech 20. století byl vodní tok regulován a byly vybudovány dvě přeložky, které odvádí vody původní Duše do řeky Laborec.
Pro obyvatele okolních vesnic měla řeka magický význam. Na jaře se do vod chodily umývat děvčata a také si omývaly obličej, hlavně před nějakou taneční zábavou, kde chtěly získat muže svého srdce. Tato tradice se udržovala až do padesátých let 20. století.

## Popis toku

### Duša
Duša začíná na katastrálním území města Strážske, východně od jeho části Pláne. Odtud teče převážně na jih zemědělskou krajinou. Na počátku teče souběžně se železniční tratí Michaľany – Łupków na pravém břehu a mezi obcemi Pusté Čemerné a Voľa přibírá první přítoky v podobě zavlažovacích kanálů. Následně protéká okrajem obce Nacina Ves, jižně podtéká výše uvedenou železniční trať, z pravé strany přibírá Vybúchanec, mezi obcemi Petrovce nad Laborcom a Lesné, esovitě se ohýbá a z pravé strany přibírá Suchý potok. Vzápětí zleva se odděluje přeložka Duša I., která pokračuje na východ, křižuje se s korytem Stredného potoka a na území města Michalovce se postupně stáčí na severovýchod, podtéká železniční trať 191 a silnici I. třídy č. 18, teče severním okrajem intravilánu města, obtéká kopec Hrádek na pravém břehu a zároveň odděluje od města městskou část Topoľany na levém břehu. Severoseverozápadně od centra města ústí do řeky Laborec.

### Dolná Duša
Hlavní koryto řeky Duša pod přeložkou Duša I. pokračuje na jih pod názvem Dolná Duša, zprava přibírá soustavu vodních kanálů od obce Suché, vícekrát se vlní a zleva přibírá Stredný potok. Dále podtéká pod silnicí I. třídy č. 19, obtéká obec Pozdišovce na pravém břehu, zprava přibírá potok, který protéká obcí a jižně od obce levobřežní Krásnovský kanál. U obce Laškovce podtéká železniční trať 191 mění směr na jihovýchod a z levé strany se odděluje Vrbnická preložka Duše.
Přeložka vede přímým korytem na východ, nejdříve křižuje vodní kanál, který začíná jihozápadně od obce Krásnovce, pak vede severně od obce Vrbnica, kde zprava přibírá kanál od obce Šamudovce a dále křižuje Budkovský a Sliepkovský kanál. Jihovýchodně od obce Lastomír se vlévá do řeky Laborec.
Hlavní koryto pod Vrbnickou přeložkou obtéká obec Vrbnica (západně o ní přibírá kanál přitékající od obce Trhovište) a Žbince na levém břehu, přechodně se stáčí více na jihovýchod a protéká mezi obcemi Hatalov na levém břehu a Dúbravka na pravém břehu. Zde přibírá zprava Dúbravský kanál, zleva od obce Žbince, a u osady Komanica také levostranný Žbninský potok. Od Komanice teče východním směrem k obci Budkovce, přičemž zleva přibírá Vlčí kanál, jihovýchodním směrem protéká intravilánem Budkovce a pod obcí přibírá zleva Sliepkovský kanál. Dále pokračuje jižním směrem, nad obcí Drahňov podtéká železniční trať 191 a širokorozchodnou železniční trať Užhorod – Haniska. Pod obcí se stáčí na jihozápad. Z katastrálních území obcí Drahňov, Slavkovce a Zemplínské Kopčany přibírá vícero kanálů. Protéká v blízkosti chráněného území Raškovský luh na levém břehu, teče souběžně se silnicí II. třídy č. 552 a přibírá zprava Močiarný kanál. Pak mění směr na jih podtéká silnici č 552 a východně od obce Veľké Raškovce ústí do řeky Laborec.

## Ostatní
Duša protéká Východoslovenskou pahorkatinou, její částí Laboreckou nivou, Východoslovenskou rovinou a jejími částmi Malčinskou tabulí, Laboreckou rovinou a Latorickou rovinou kde ústí.
Duša je kaprovitý revír. Při havárii v roce 2010 byly kromě známých ryb, které uhynuly (štiky, sumci, úhoři), objeveny i další, které se v potoce dříve nevyskytovaly např. jelec jesen (slovensky jelec tmavý). V roce 2015 byly u obce Žbince zaznamenaná aktivita bobrů.

## Přítoky
- Levostranné: dva kanály přitékající od osady Stankovce, Stredný potok, kanál začínající SZ od Močarian, Krásnovský kanál, kanál začínající JZ od obce Krásnovce, Zbinský potok, Vlčí kanál, Sliepkovský kanál, kanál přitékající od obce Drahňov.
- Pravostranné: kanál od osady Pláne, Nacinoveský kanál, Vybúchanec, Stará Duša, Suchý potok, kanál vznikající na východním okraji obce Suché, potok protékající obcí Pozdišovce, občasný tok tekoucí přes Laškovce, kanál začínající severně od obce Trhovište, kanál přitékající od obce Ložín, Dúbravský kanál, tři kanály začínající východně od obce Slavkovce, Močiarny kanál.

## Obce
Duša protéká postupně katastrálními územími těchto obcí:
- Strážske, městská část Pláne
- Voľa (teče po západní hranici)
- Pusté Čemerné (teče po východní hranici)
- Nacina Ves
- Petrovce nad Laborcom
  - osada Ortáš
- Michalovce
  - městská část Topoľany (přeložka Duša I.)
  - Močarany (Dolná Duša)
- Pozdišovce (Dolná Duša)
- Laškovce (Dolná Duša)
- Vrbnica (Dolná Duša a Vrbnická preložka Duše)
- Lastomír (Vrbnická preložka Duše)
- Žbince (Dolná Duša)
- Hatalov (Dolná Duša)
  - osada Ridzina (Dolná Duša)
- Dúbravka
  - osada Komanica (Dolná Duša)
- Budkovce (Dolná Duša, teče také intravilánem obce)
- Drahňov (Dolná Duša)
- Malé Raškovce (Dolná Duša)
- Veľké Raškovce (Dolná Duša)